# 友爱会
友爱会（Church of the Brethren）是美国的一个新教组织，属于浸礼宗，起源于德国的Schwarzenau Brethren。美国的第一个友爱会成立于1723年。2010年，在美国有1047个堂会，12万信徒。
友爱会的国外布道差会（GBB）成立于1884年，总部在伊利诺伊州。
友爱会曾经在中国山西省传教。1908年，友爱会派遣库范恪（F.H.Crumpacker）等人来华。1919年2传教站：平定（1910）、辽州（1912）、寿阳（1919）